# Robert Hennion
Pour les articles homonymes, voir Hennion.
Robert Alexandre Célestin Hennion (17 février 1898 - 18 janvier 1984) est un réalisateur français.
Il fit une courte carrière cinématographique, débutant juste avant la Seconde Guerre mondiale et se poursuivant jusqu'au début des années 1950.

## Assistant réalisateur
- 1939 : Thérèse Martin de Maurice de Canonge
- 1946 : Les Trois Tambours de Maurice de Canonge
- 1946 : Mission spéciale de Maurice de Canonge

## Réalisateur
- 1947 : Ploum ploum tra la la ou De porte en porte
- 1948 : Et dix de der
- 1948 : Les souvenirs ne sont pas à vendre
- 1949 : L'Atomique Monsieur Placido
- 1951 : L'Alsace d'hier et de demain (court-métrage documentaire en noir et blanc)